# Francesco Ricceri
Francesco Ricceri (Biancavilla, 20 aprile 1903 – Biancavilla, 28 luglio 1980) è stato un vescovo cattolico italiano.

## Biografia
Dopo gli studi classici, ha conseguito la laurea in diritto canonico presso la Pontificia Università Gregoriana a Roma e la laurea in diritto civile presso l'Institutum Utriusque Iuris della  Pontificia Università Lateranense, sempre a Roma.
È stato ordinato presbitero il 18 settembre 1926 nella cattedrale di Catania dall'arcivescovo Emilio Ferrais.
Il 16 marzo 1957 papa Pio XII lo ha nominato vescovo titolare di Cela e prelato di Santa Lucia del Mela; ha ricevuto l'ordinazione episcopale il successivo 28 aprile nella chiesa di San Nicolò l'Arena di Catania da Guido Luigi Bentivoglio, arcivescovo di Catania, co-consacranti Raffaele Calabria, arcivescovo metropolita di Otranto, e Francesco Pennisi, vescovo di Ragusa.
Il 15 maggio 1961 papa Giovanni XXIII lo ha nominato vescovo di Trapani, diocesi di cui ha prese possesso il successivo 23 luglio.
Ha partecipato alle quattro sessioni del Concilio Vaticano II.
Dopo 17 anni di governo pastorale della diocesi, il 31 luglio 1978 ha rassegnato le dimissioni per raggiunti limiti di età.
È morto il 28 luglio 1980 nella sua città natale, dove si era ritirato. Il 28 aprile 1987 la salma è stata traslata nella basilica santuario di Santa Maria dell'Elemosina di Biancavilla, dove è stata sepolta come da suo desiderio.

## Genealogia episcopale
La genealogia episcopale è:
- Cardinale Scipione Rebiba
- Cardinale Giulio Antonio Santori
- Cardinale Girolamo Bernerio, O.P.
- Arcivescovo Galeazzo Sanvitale
- Cardinale Ludovico Ludovisi
- Cardinale Luigi Caetani
- Cardinale Ulderico Carpegna
- Cardinale Paluzzo Paluzzi Altieri degli Albertoni
- Papa Benedetto XIII
- Papa Benedetto XIV
- Papa Clemente XIII
- Cardinale Marcantonio Colonna
- Cardinale Giacinto Sigismondo Gerdil, B.
- Cardinale Giulio Maria della Somaglia
- Cardinale Carlo Odescalchi, S.I.
- Cardinale Costantino Patrizi Naro
- Cardinale Lucido Maria Parocchi
- Papa Pio X
- Cardinale Gaetano De Lai
- Cardinale Raffaele Carlo Rossi, O.C.D.
- Arcivescovo Guido Luigi Bentivoglio, O.C.S.O.
- Vescovo Francesco Ricceri